# Richard Gatling
Dr. Richard Jordan Gatling (12. září 1818 – 26. února 1903) byl americký vynálezce, který se proslavil vynálezem tzv. Gatlingova kulometu s rotujícím svazkem hlavní (vyvinut během Americké občanské války, patentován v roce 1862). Kvůli manuálnímu pohonu zbraně tento kulomet současná odborná literatura paradoxně nezařazuje mezi automatické zbraně – nabíjení zbraně a odhoz nábojnice nepracoval na principu tlaku plynů, ale díky ručnímu pohonu střelce.